# Blemus
Blemus là một chi bọ cánh cứng thuộc họ Carabidae đặc hữu của miền Cổ bắc (bao gồm châu Âu) và miền Tân bắc.
[[Loài|Bao gồm các loài:
- Blemus alexandrovi (Lutshnik, 1915)
- Blemus discus (Fabricius, 1792)